# Cantón de Spincourt
El cantón de Spincourt era una división administrativa francesa, que estaba situada en el departamento de Mosa y la región de Lorena.

## Composición
El cantón estaba formado por veintidós comunas:
- Amel-sur-l'Étang
- Arrancy-sur-Crusne
- Billy-sous-Mangiennes
- Bouligny
- Dommary-Baroncourt
- Domremy-la-Canne
- Duzey
- Éton
- Gouraincourt
- Loison
- Mangiennes
- Muzeray
- Nouillonpont
- Pillon
- Rouvrois-sur-Othain
- Saint-Laurent-sur-Othain
- Saint-Pierrevillers
- Senon
- Sorbey
- Spincourt
- Villers-lès-Mangiennes
- Vaudoncourt

## Supresión del cantón de Spincourt
En aplicación del Decreto nº 2014-166 de 17 de febrero de 2014, el cantón de Spincourt fue suprimido el 22 de marzo de 2015 y sus 22 comunas pasaron a formar parte del nuevo cantón de Bouligny.